# Epocilla kalapani
Epocilla kalapani är en spindelart som först beskrevs av Benoy Krishna Tikader 1977.  Epocilla kalapani ingår i släktet Epocilla och familjen hoppspindlar. Inga underarter finns listade i Catalogue of Life.